# Cung nữ

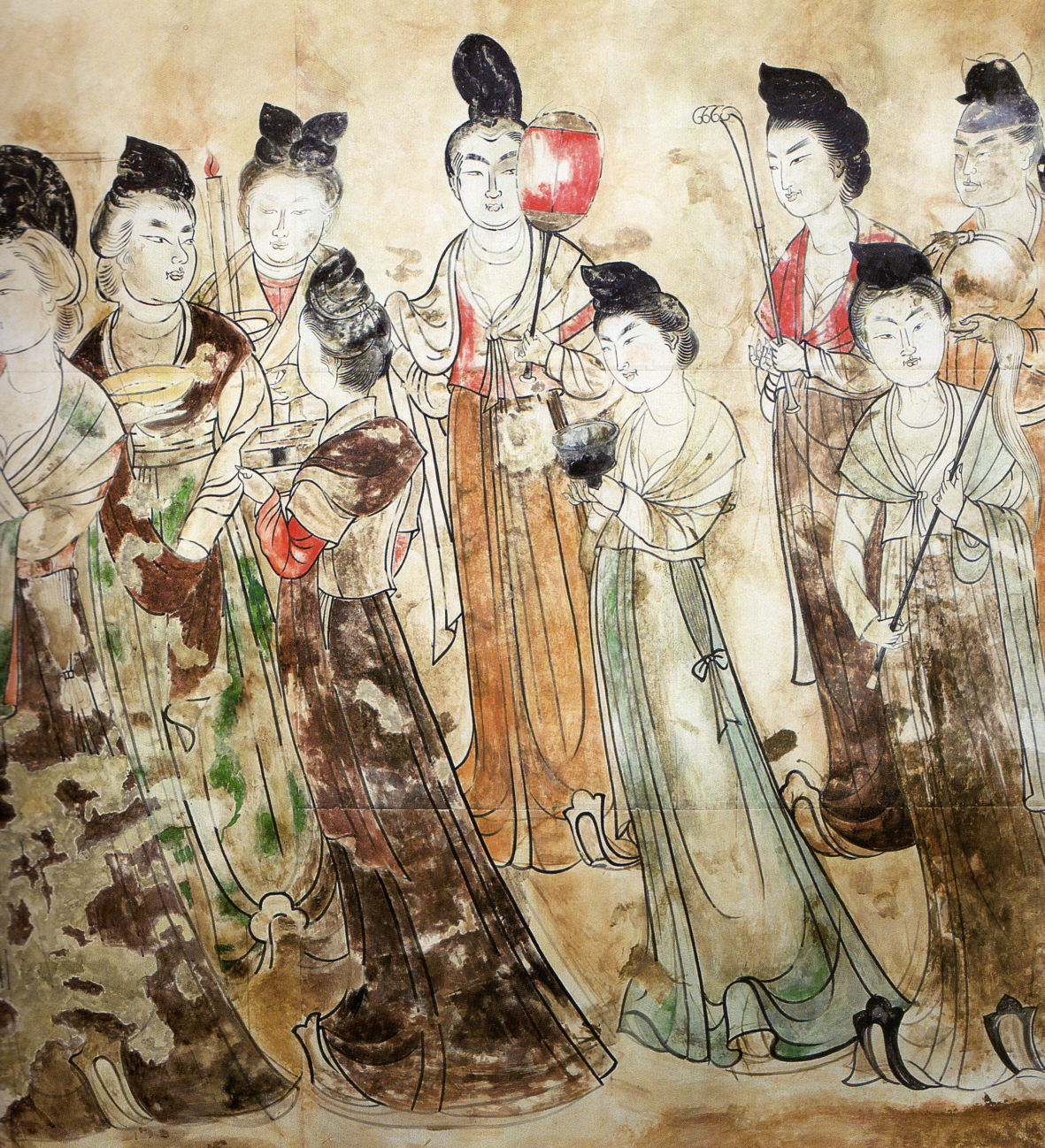
Cung nữ thời Đường - bích họa trong lăng mộ Vĩnh Thái công chúa.

Cung nữ (chữ Hán: 宮女) là những người phụ nữ làm nhiệm vụ hầu hạ cho các quân chủ trong hậu cung của các quốc gia Hán quyển Đông Á. Từ ["Cung nữ"] thường được xem là ["Cung nô"] hoặc ["Nô tì"], chuyên làm những việc thấp kém nhất. Tuy nhiên đôi khi cung nữ cũng là thị thiếp không chính thức của các quân chủ.
Bên cạnh đó, một số bộ phận cung nữ có thời gian trong cung lâu năm, trở thành lão làng thì cũng có thể được bổ nhiệm làm Nữ quan.

## Trung Quốc

### Vai trò
Tại các quốc gia, triều đại của Đông Á, cung nữ là những người làm tạp dịch, hầu cận các quân chủ cùng phi tần trong hậu cung, đồng thời lãnh vai trò ca hát phục vụ giải trí khi có yến tiệc. Nếu cung nữ có xuất thân, hoặc có học hạnh hay có kinh nghiệm phục vụ lâu năm, thì sẽ trở thành Nữ quan, quản lý các cơ quan phục vụ quân chủ và các cung nữ khác.
Ở chính thể quân chủ chuyên chế, cung nữ mặc nhiên bị coi là một dạng tần phi của quân chủ. Khi cung nữ được quân chủ lâm hạnh, tắc sẽ có hai hướng: được thụ phong danh vị tần phi chính thức, hoặc tiếp tục thân phận cung tỳ hầu cận với đãi ngộ có thể được cao hơn một chút so với khi trước. Một bộ phận cung nữ được lâm hạnh, sau đó vẫn tiếp tục làm sai dịch, chỉ có thể cải thiện nếu sinh hạ hoàng tử hoặc hoàng nữ.
Dưới thời nhà Hán, cung nữ được lâm hạnh, hoặc được đưa vào danh sách có thể hầu hạ Hoàng đế, gọi là Gia nhân tử. Sang thời nhà Thanh, đối tượng này được gọi là Quan nữ tử. Tuy vẫn là cung nữ mà không được mang thân phận phi tần, nhưng những vị này thường được đãi ngộ tốt hơn các cung nữ không được lâm hạnh, và đặc biệt là được phái một vài cung nữ khác đến hầu hạ.

### Tuyển trạch
Thân phận cung nữ nhìn chung rất đa dạng, phần lớn là nô lệ gốc gác không rõ ràng, con cháu nhà quan bị phạm tội hoặc con nhà bình dân nghèo hèn được tuyển lựa bởi các quan viên phụ trách trong hậu cung. Một số trường hợp lại do tự nguyện, tức các cung nữ xuất thân khá giả, bình dân được đưa vào hầu hạ từ khi còn nhỏ tuổi, nhằm thấm nhuần lễ nghi cung đình. Ngoại lệ đó là thời nhà Thanh, cung nữ phải có lai lịch rất rõ ràng và xuất thân cũng có địa vị nhất định trong xã hội, phải là con nhà quan viên hoặc lương dân thuộc tầng lớp Bao y Thượng tam kỳ mới có thể được tuyển chọn vào cung hầu hạ.
Qua các triều đại, chế độ cung nữ có chuyển biến khác nhau. Ngoại trừ đời nhà Thanh, các triều đại lớn như nhà Hán, nhà Đường đến nhà Minh đều không có ghi chép lại thực sự rõ ràng quy định tuyển những cung nữ này. Dựa theo các quan điểm phổ biến, yêu cầu tiên quyết nhất dĩ nhiên là ngoại hình phải xinh đẹp, không bị dị tật cùng không được quá ngu độn. Triều đại nhà Thanh có quy chế rất rõ khi tuyển cung nữ, hằng năm đều do Nội vụ phủ tuyển chọn từ con gái thuộc Thượng tam kỳ (Tương Hoàng kỳ, Chính Hoàng kỳ, Chính Bạch kỳ) của giai cấp Bao y. Chế độ cung nữ triều Thanh cũng rất quy củ, tuy có thể bị phi tần chủ tử trách phạt, nhưng ["Không thể hủy hoại dung nhan"], cũng không thể đánh chết. Đôn phi của Thanh Cao Tông đã đánh chết một cung nữ, khiến bản thân bà bị giáng chức sau đó.
Số lượng cung nữ qua các đời, đa phần là rất lớn. Dân gian có câu Giai lệ tam thiên (佳麗三韆), cụm này xuất phát từ bài Trường hận ca, trong đó có viết：後宮佳麗三千人，三千寵愛在一身; "Hậu cung giai lệ ba nghìn người; ba nghìn mà chỉ yêu một người duy nhất". Dù chỉ là một vầng thơ ước lệ, nhưng cũng thể hiện rõ cái nhìn của người đời về số lượng cung nữ trong cung đình. Đến thời Khang Hi, bản thân Thanh Thánh Tổ trong Đình huấn cách ngôn (庭训格言) có nói:"Vào thời Minh triều, trong cung cung nữ có mấy nghìn người, tiền son phấn phải đến trăm vạn. Nay Trẫm định trong cung Sử nữ có 300 người. Những người chưa hầu cận Trẫm, tuổi khi 30, ra cung về với nhà mẹ, lệnh hôn phối". Thời đỉnh cao nhiều cung nữ nhất của triều Thanh ghi lại cũng chỉ 300 người, sau khi tuyển chọn xong thì ngay lập tức phái đến hầu hạ các chủ tử trong Nội đình.

## Việt Nam
Trước triều đại nhà Nguyễn, lịch sử Việt Nam không có ghi chép cụ thể và chi tiết chức vụ cũng như cấp bậc của các cung nữ, đãi ngộ hay vai trò cụ thể. Đoán chừng không khác biệt lắm nếu so với triều Nguyễn.
Dưới quyền quản lý của Lục thượng phụ trách bởi Nữ quan, thì triều Nguyễn chia tám ban cung nữ, gồm có ban Thiều Quang, ban Thuỵ Nhật, ban Kim Hoa, ban Hương Cẩm, ban Tường Loan, ban Nghi Phượng, ban Tiên Quế, ban Ngọc Mai. Đứng đầu mỗi ban là chức Trưởng ban, chức vị dưới Lục thượng Tòng sự. Ngoài ra, trong cung còn có các quan nô tỳ, được gọi là đội Thuận Cần, đứng đầu là Đầu mục Cung nô, ngang chức với Trưởng ban. Hàng nữ tỳ được chia ra làm 6 cấp bậc: 
1. Thủ đẳng (首等);
2. Thứ đẳng (佽等);
3. Trung đẳng (中等);
4. Á đẳng (亞等);
5. Hạ đẳng (下等);
6. Mạt đẳng (末等).

## Triều Tiên
Nhà Triều Tiên, mỗi năm triều đình chọn con gái từ Lưỡng ban, thường dân sung vào cung để dự bị tuyển chọn cung nữ, gọi là [Tiểu cung nữ; 小宮女]. Các Tiểu cung nữ thông qua khảo thí đầy đủ, sẽ trở thành cung nữ chính thức phục vụ trong triều đình, xưng là [Nội nhân; 內人].
Các cung nữ có thâm niên, thông qua khảo thí sẽ được trở thành Thượng cung (尚宮), bậc cao nhất là Đề điều Thượng cung (提調尚宮) điều hành toàn bộ sự vụ trong một tòa cung điện. Cung nữ ở lúc tuổi già sức yếu, hoặc sau khi thủ tang 3 năm khi chủ nhân qua đời, đều liền có thể rời cung. Nhưng chế độ xã hội gắt gao, cung nữ lão làng sau khi lui cung vĩnh viễn không thể kết hôn.
Các cung nữ cũng có thể được Quốc vương lâm hạnh, nếu không định hoạch phong hiệu thì đều được hưởng danh vị [Thừa ân Thượng cung; 承恩尙宮].